# Čertova branka (Pustý žleb)
Čertova branka je přírodní výtvor v Moravském krasu, který vznikl erozí původního toku říčky Punkvy. Jedná se o skalní tunel, jenž vznikl z průtokové jeskyně a který se nachází v Pustém žlebu mezi Salmovkou a Punkevními jeskyněmi.
Čertova branka leží v ostrožně a tento skalní tunel je dlouhý asi 12 metrů, široký 4,5 metry a vysoký zhruba 3 metry. Je jednou ze zastávek naučné stezky Macocha a je volně přístupná veřejnosti.

## Čertova branka v Suchém žlebu
Čertova branka má svoji jmenovkyni poblíž Čertova mostu blízko hrany Suchého žlebu a bývá s ní často mylně zaměňována. Správný název tohoto úkazu je Čertova vrátka, ale v novější literatuře i v mapách je uváděn jako Čertova branka.